# Římskokatolická farnost – arciděkanství Liberec
Římskokatolická farnost – arciděkanství Liberec (lat. Reichenberga) je církevní správní jednotka sdružující římské katolíky na území města Liberec a v jeho okolí. Organizačně spadá do libereckého vikariátu, který je jedním z 10 vikariátů litoměřické diecéze. Centrem farnosti je arciděkanský kostel svatého Antonína Velikého v Liberci.

## Historie farnosti
Farnost existovala již před rokem 1359. Matriky jsou vedeny od roku 1625. V roce 1730 byla povýšena na děkanství a v roce 1879 na arciděkanství.

### Duchovní správci vedoucí farnost
Začátek působnosti jmenovaného v duchovní správě farnosti od:
- 1359 Nicolaus
- 1360 Joann. von Friedland, † 1360
- 1360 Hendricus
- 1390 Nicolaus Rotmann
- 1396 Nicolaus von Trattlau
- 1410 Franciscus
- 1410 Wolfardus
- 1412 Laurentius Turoyangastivinus OESA
- 1624 Aug. Stein
- 1627 Andreas Storman
- 1642 Balthazar. Ziegel
- 1644 Christoph. Reinhold
- 1646 Dr. Philipp. Boncar OFM Con.
- 1649 Petr. Lorenz
  - Dionys. Columbus
- 1650 Dr. Felix Georg. Zeidler OFM Con.
- 1651 Math. Ollerus
- 1652 Dilmann Plan- Cherius
- 1653 Georg. Gregor. Molitor
- 1659 Georg. Tobias Wünsch
- 1672 Franc. Lucerna
- 1683 Adam. Loewl
- 1693 Math. Jos. Schmidt
- 1718 decanus Tobias Johann Körn
- 1730 Johann Christof Seidemann (lat. Joann. Christoph. Seidlmann)
- 1741 Anton Ignác Kopsch
  - 1. 11. 1774 – 1799 Andreas Wittmesser, kooperátor; poté se stal farářem ve Vítkově u Chrastavy
- 1775 Karel Topiczovský
- 1795 Philip Paul, † 21. 4. 1809
- 1809 Franc. Spielmann, † 22. 3. 1813
- 1813 Franc. Wolf, n. 13. 6. 1765 Hejnice, o. 10. 1. 1791
- 1850 Jos. Gahler, n. 8. 4. 1798 Liberec, o. 7. 9. 1823, † 23. 3. 1856
- 1856 Ign. Frank, n. 6. 2. 1813 Liberec, o. 30. 8. 1837, † 19. 7. 1862
- 1862 Franc. Simm, n. 28. 1. 1811 Wiesenthal. o. 3. 8. 1838, prvoarciděkan, čestný kanovník litoměřické kapituly
- 1894 Anton Hoffmann, n. 13. 6. 1826 Liberec, o. 25. 7. 1851, čestný kanovník litoměřické kapituly, † 30. 3. 1896
  - 1895-1899 Anton Öser, farní vikář, poté odešel do Jindřichovic pod Smrkem, kde se stal farářem
- 1896 Josef Bergmann, n. 22. 1. 1831 Habartice, o. 25. 7. 1855, čestný kanovník litoměřické kapituly, † 5. 3. 1903
  - listopad 1896 – 1902 Augustin Fibiger, kaplan, n. 20. 11. 1868 Bakov nad Jizerou, o. 14. 5. 1894 Řím, † 8. 5. 1936 Litoměřice
- 19. 7. 1903 – 24. 5. 1934 Gustav Buder (infulovaný arciděkan), n. 17. 3. 1860 Jiříkov, o. 24. 8. 1882, čestný kanovník litoměřické kapituly, † 25. 5. 1934
- 1934 archidec. vacat. admin. interc. Robert Schuldes
- 1934 Robert Schuldes, n. 8. 1. 1877 Udwitz, o. 14. 7. 1901, † 1. 1. 1953
- 1. 12. 1945 Ludov. Němec
  - Vojtěch Kodera
- 1. 3. 1951 Bohuslav Čálek
- 1. 10. 1952 Jan Vraštil, arciděkan
- 1. 9. 1954 František Klapuch, čestný kanovník litoměřické kapituly
- 24. 10. 1955 Jaroslav Knespl
- 1. 10. 1956 Jan Surý
- 24. 6. 1957 František Klapuch
- 1. 8. 1964 – 14. 8. 1964 Ignác Stodůlka, admin.
- 15. 3. 1965 Alois Frajt
  - 1. 10. 1971 – 31. 8. 1977 Ján Janok CSsR, I. kaplan
  - 1972–1974 Alexej Baláž, kaplan
- 1. 10. 1974 – 1990 Josef Dobiáš, admin.
  - 1976 – 1981 Bohuslav Josef Šprlák O.Praem., kaplan, n. 17. 8. 1951, o. 25. 6. 1976, † 3. 9. 2020
  - 16. 7. 1988 – 1. 2. 1990 Jaroslav Stříž, kaplan
- 1. 8. 1990 – 3. 6. 2010 František Opletal, arciděkan
  - 1. 10. 1994 Miroslav Kloz, trvalý jáhen
  - 1. 7. 2009 Michal Podzimek, kaplan pro pastoraci vysokoškoláků, inteligence a pro kulturně výchovnou činnost
  - 1. 7. 2009 Václav Umlauf, Ph.D., SJ, výpomocný duchovní
  - 13. 9. 2009 Pavel Jurák, trvalý jáhen
  - 13. 9. 2009 – 23. 10. 2022 Milan Richter, trvalý jáhen
- 1. 7. 2010 – 3. 3. 2014 Radek Jurnečka, admin., od 3. 3. 2014 arciděkan[3]
  - 1. 9. 2013 – 2016? Josef Peňáz, farní vikář
  - 1. 7. 2016 – 2017 Pavel Michalec, jáhen
  - 1. 2. 2019 – 1. 8. 2020 Rastislav Kršák, SVD, farní vikář
  - 1. 10. 2020 – 1. 8. 2022 Leopold Slaninka, SJ, farní vikář[4]
  - od 23. 10. 2022 Milan Richter, farní vikář
- 2. 3. 2024 František Masařík, admin.
  - od 15. 7. 2025 Pavel Andrš, farní vikář[5]

Kromě kněží stojících v čele farnosti působili ve farnosti v průběhu její historie i jiní kněží. Většinou pracovali jako farní vikáři, kaplani, katecheté, výpomocní duchovní aj.

#### Galerie duchovních

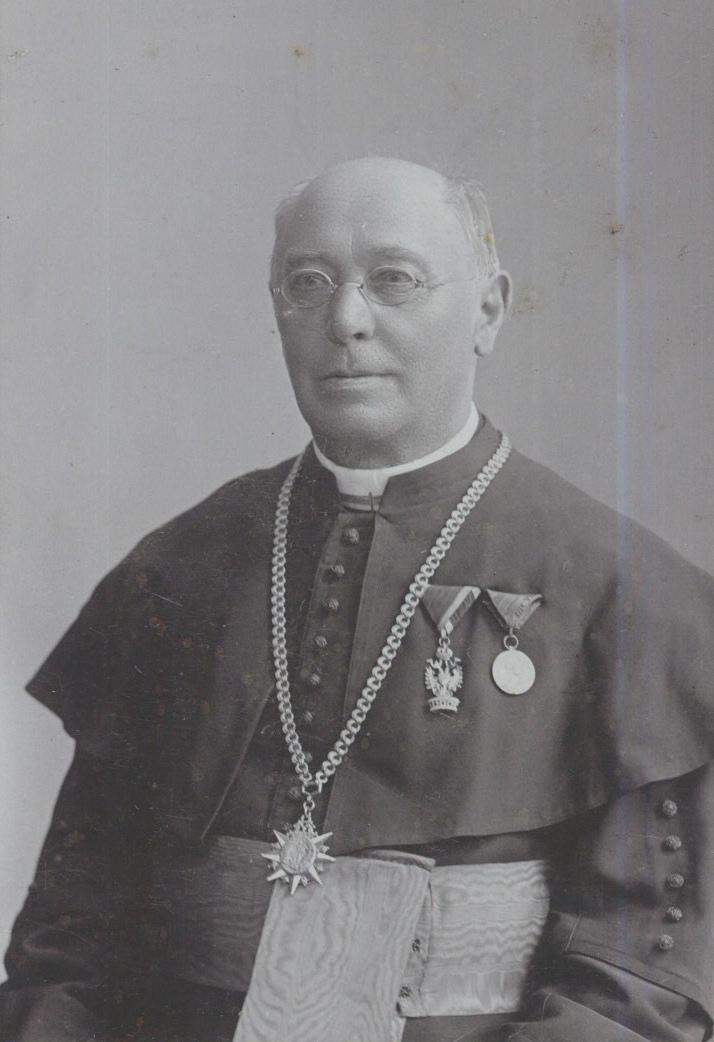
Josef Bergmann, arciděkan 1896–1903
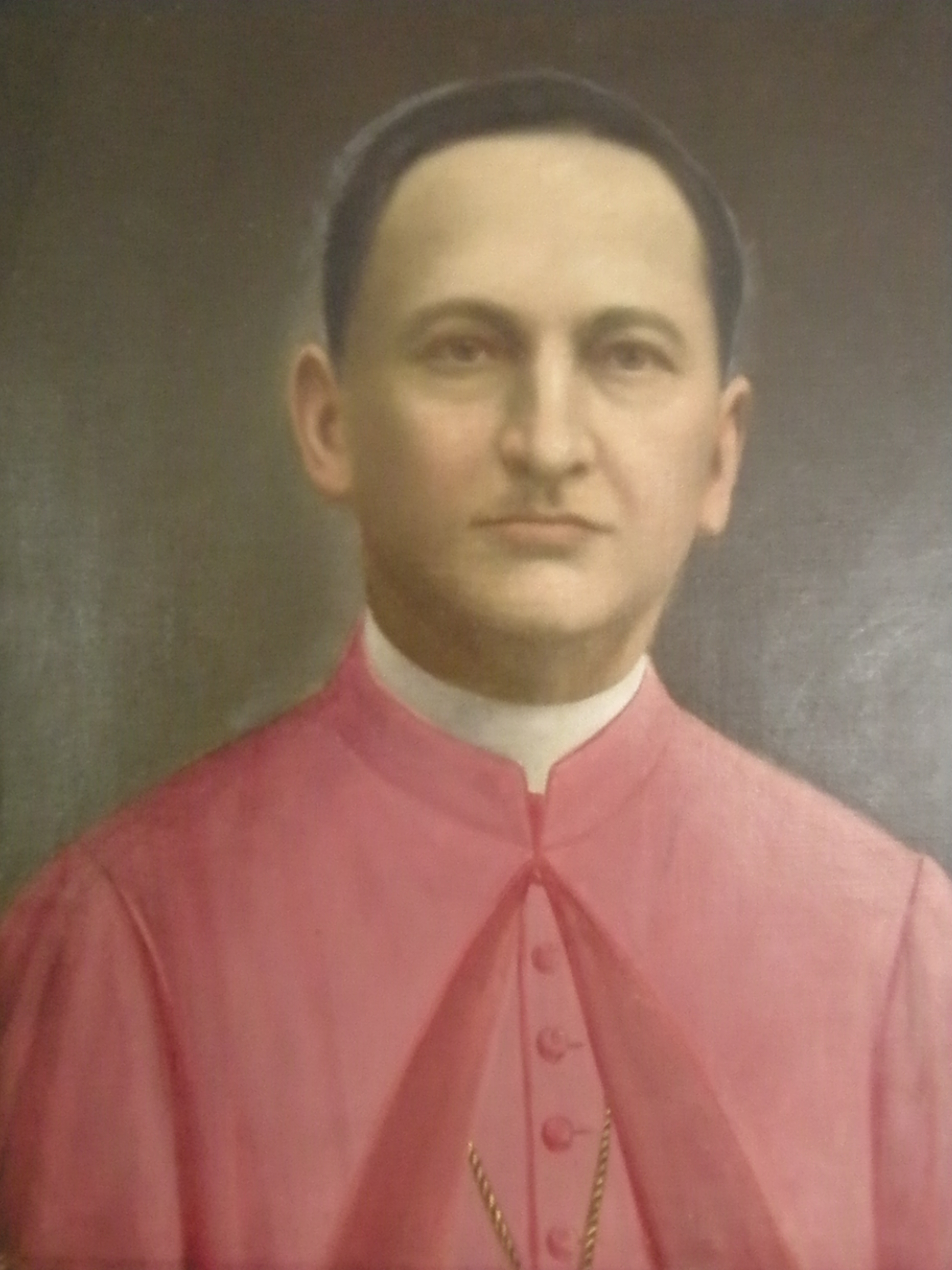
Augustin Fibiger, kaplan 1896–1902
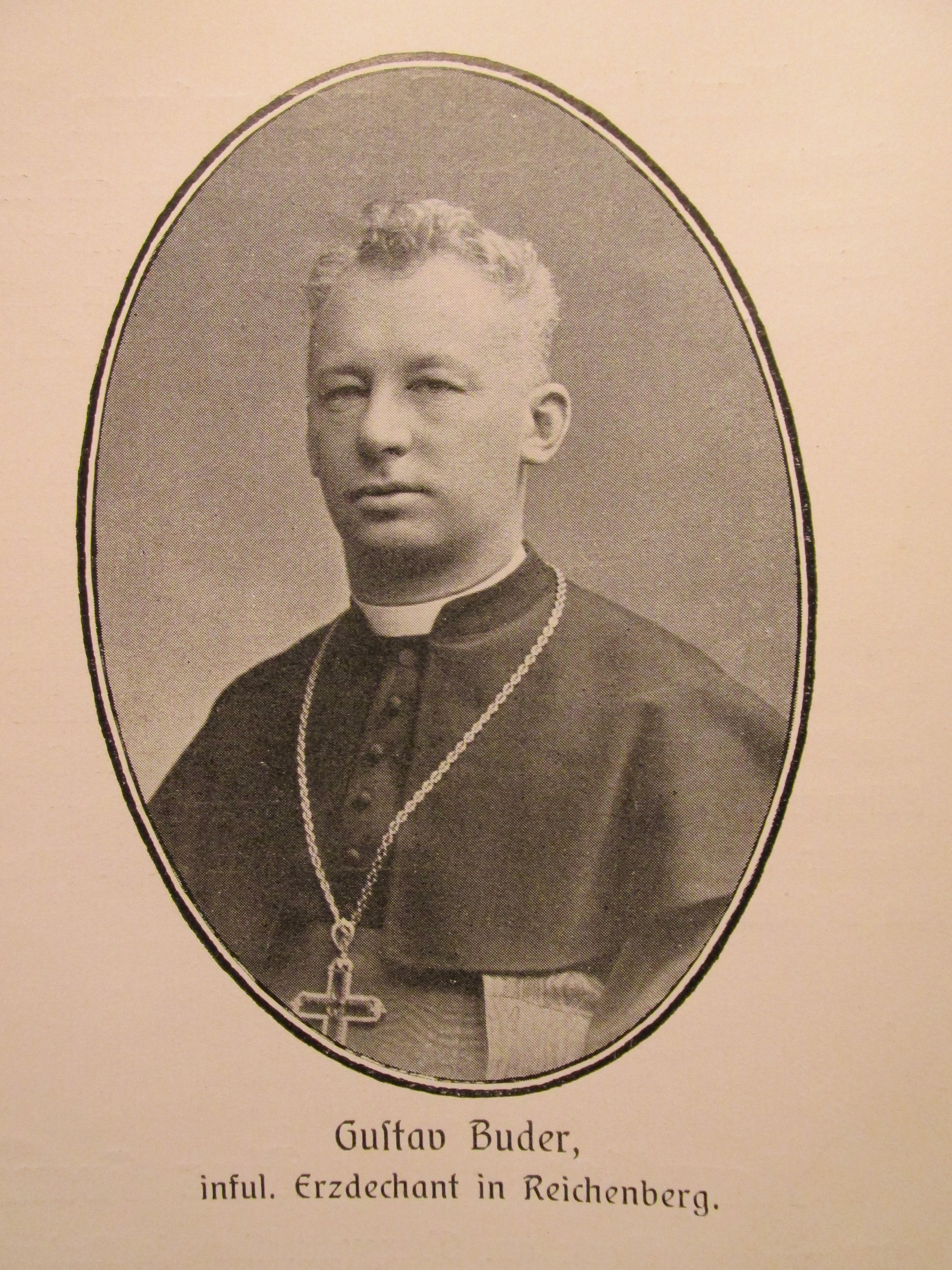
Gustav Buder, arciděkan 1903–1934
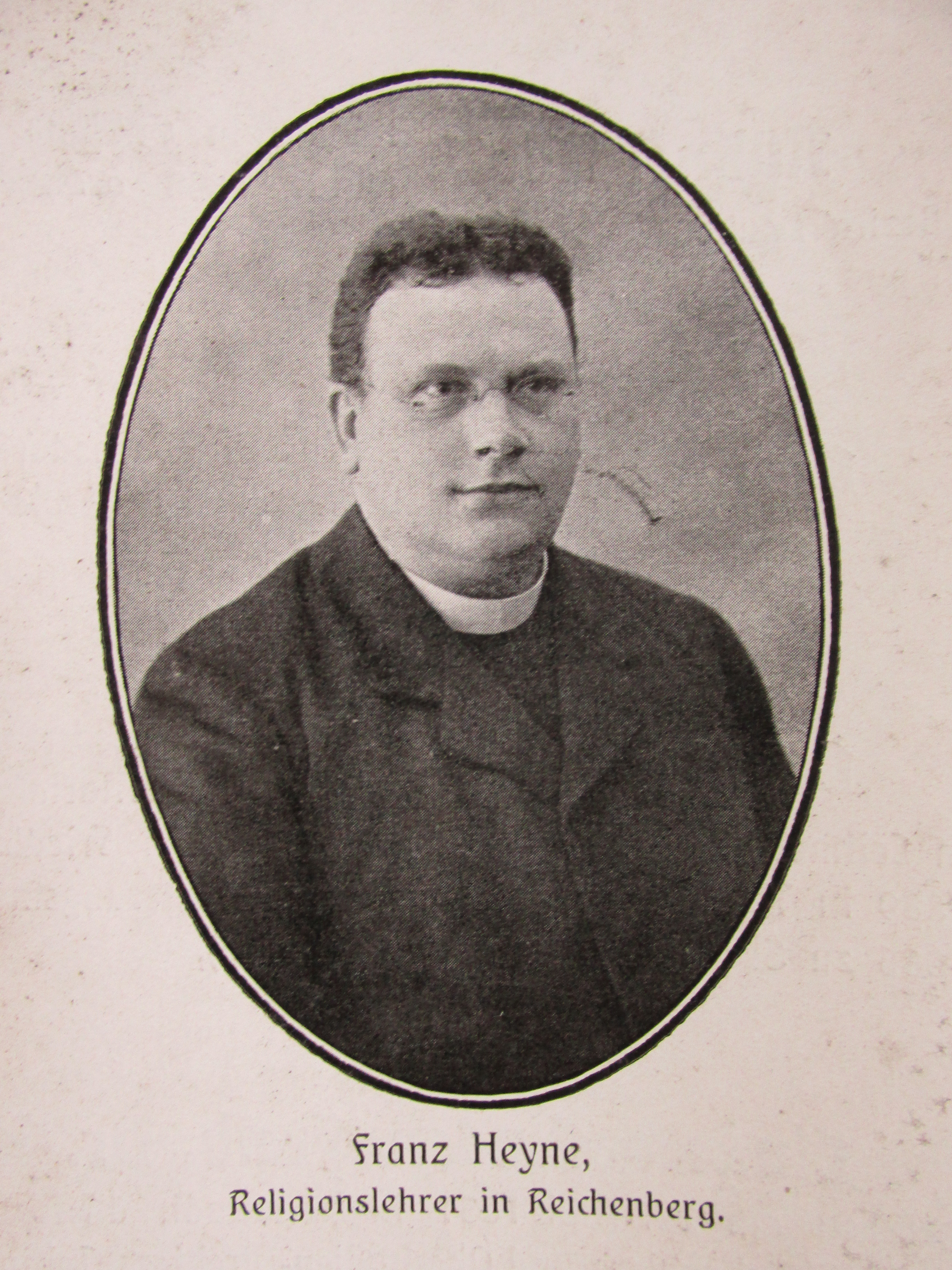
Franz Emil Heyne, katecheta chlapecké školy, kol. r. 1900
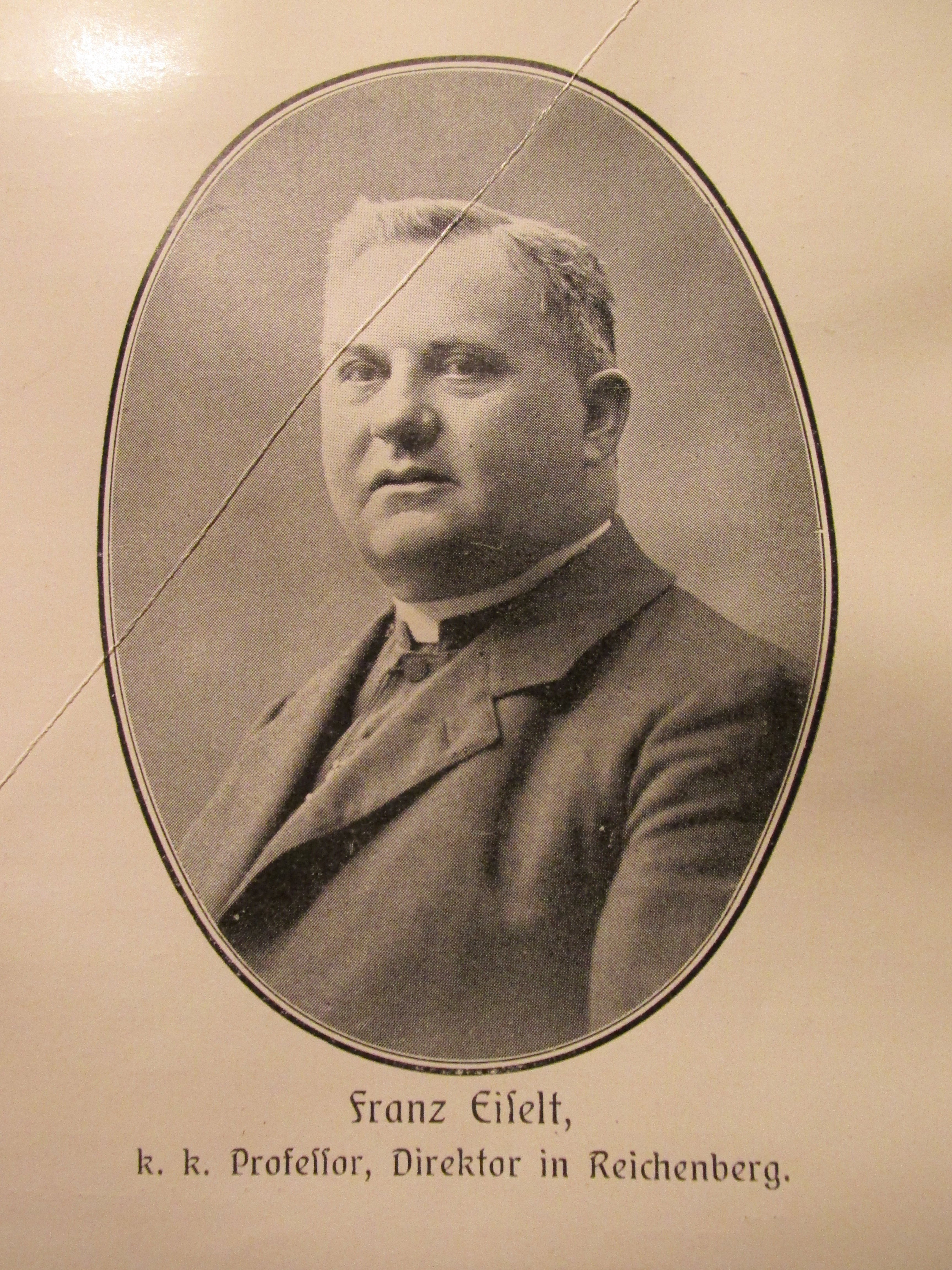
Franz Eiselt, katecheta a ředitel školy, kol. r. 1900
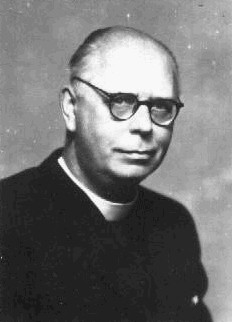
Jan Vraštil, arciděkan 1952–1954
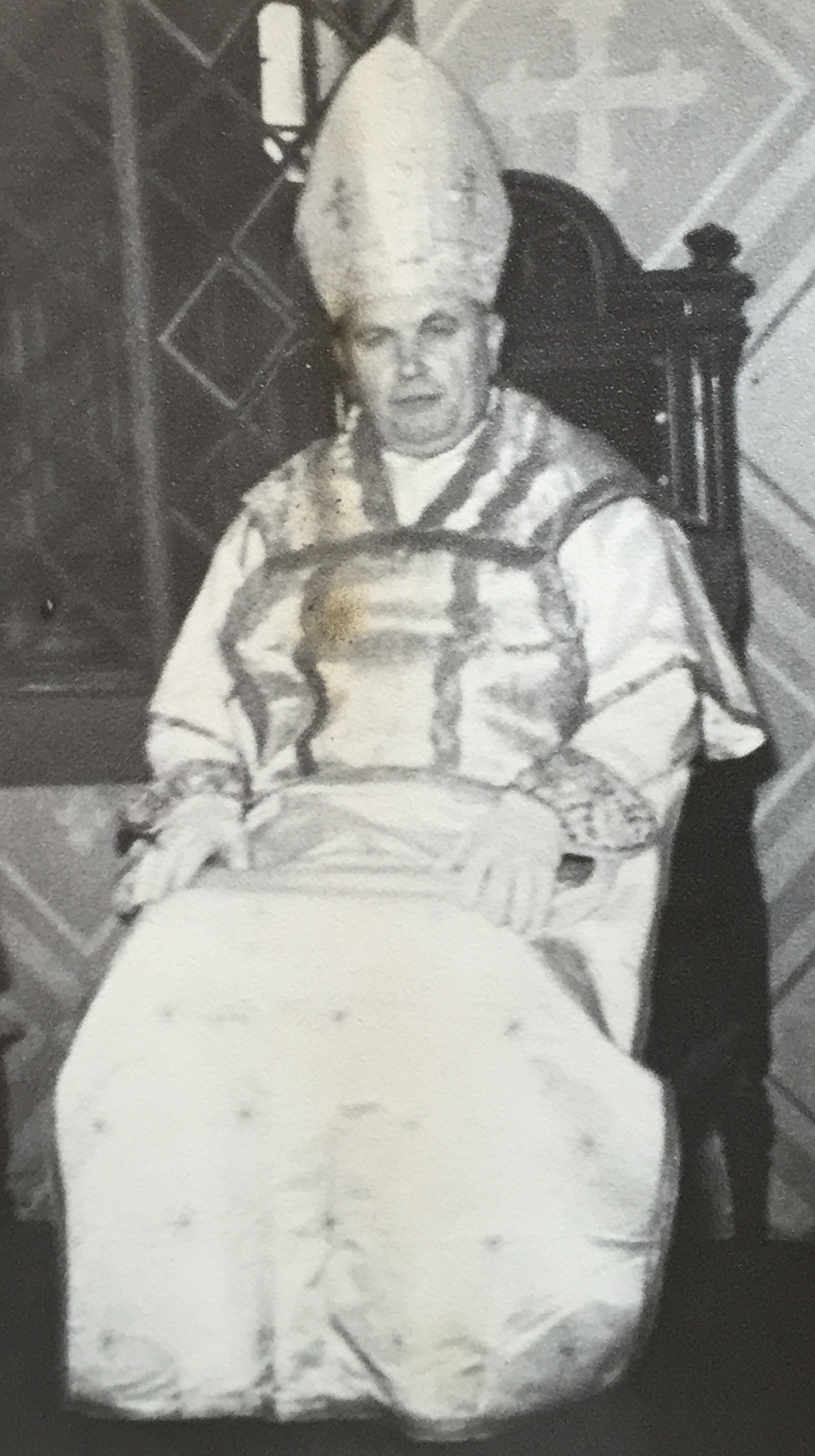
František Klapuch, 1954–1955 a 1957–1964
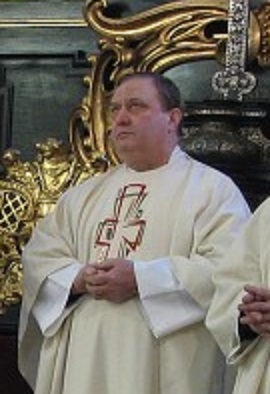
Alexej Baláž, kaplan 1972–1974
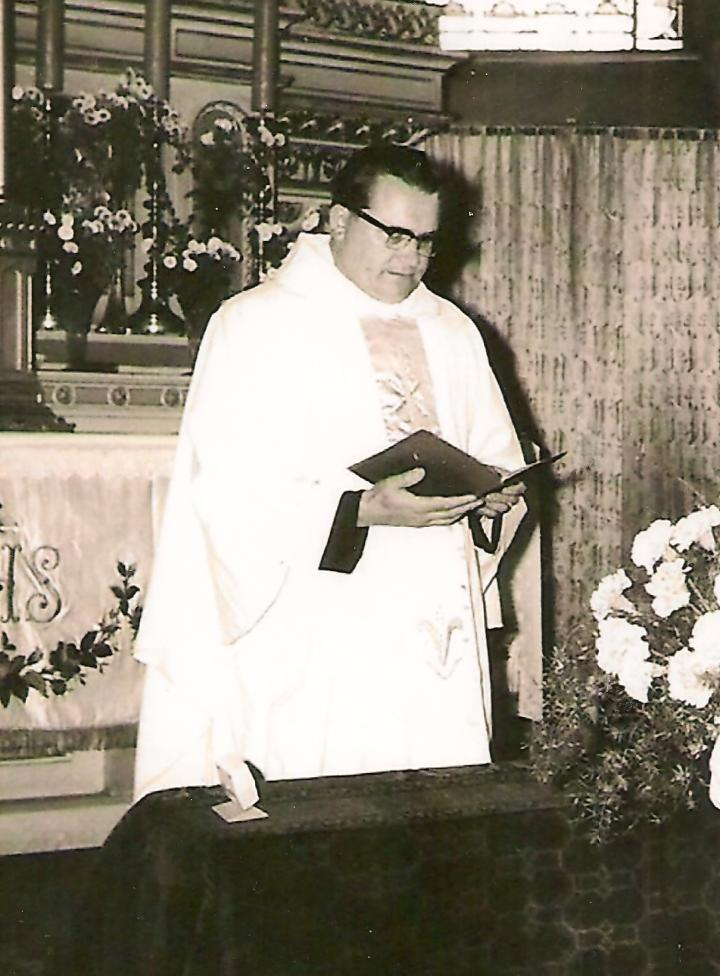
Josef Dobiáš, administrátor 1974–1990
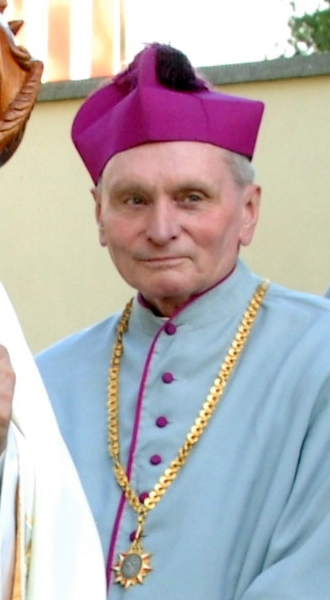
František Opletal, arciděkan 1990–2010
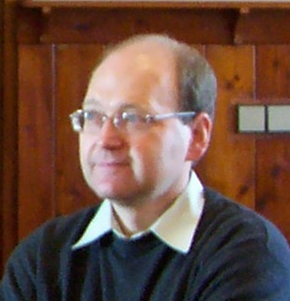
Václav Umlauf, SJ, v. duch. od r. 2009
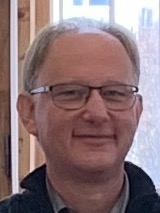
Radek Jurnečka, administrátor 2010–2014, 2014–2024 arciděkan

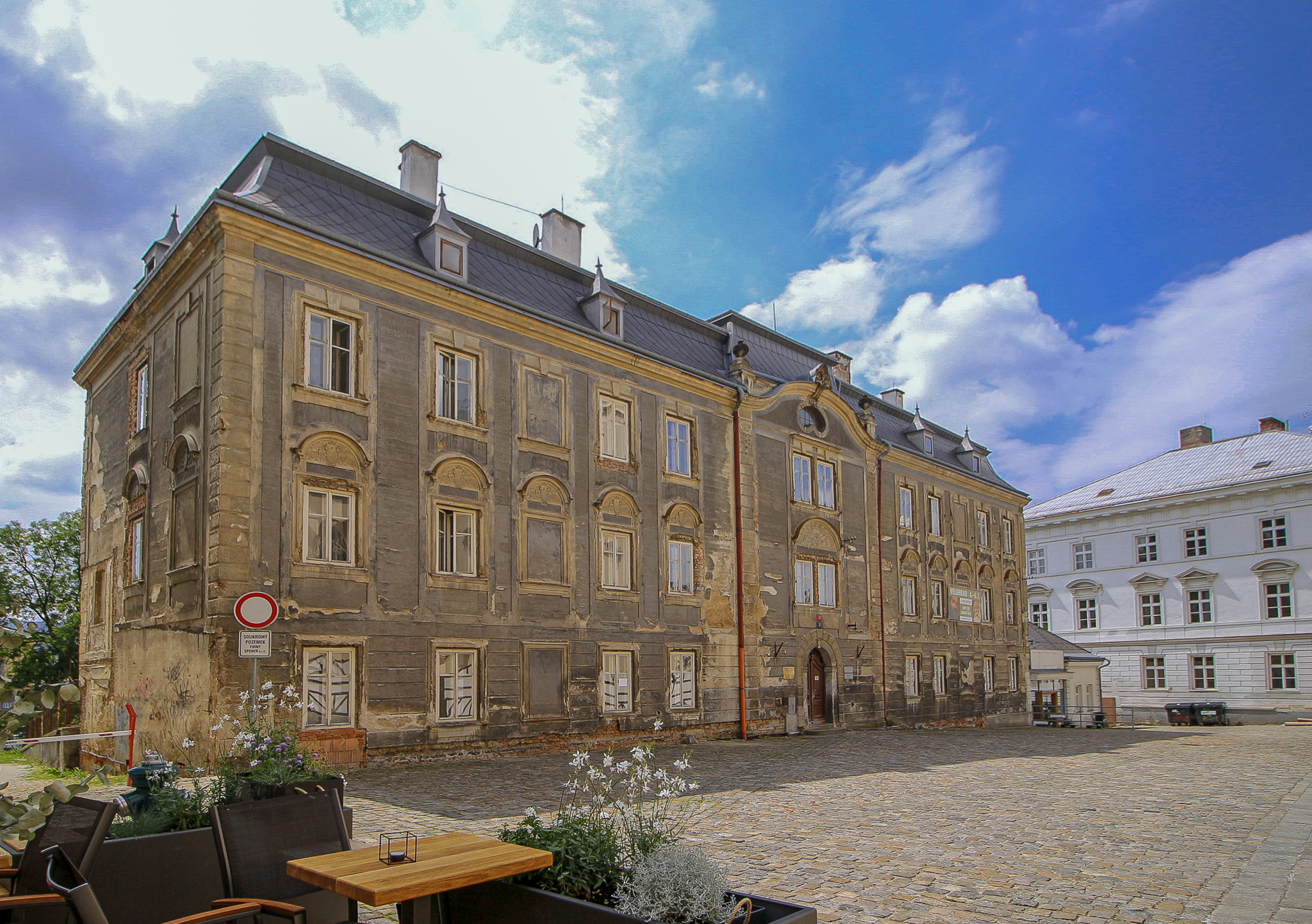
Budova libereckého arciděkanství

## Území farnosti
Do farnosti náleží území obce:
- Františkov (Franzendorf)[p 2]
- Horní Růžodol (Ober Rosenthal)[p 2]
- Horní Suchá (Ober Berzdorf)[p 2]
- Janův Důl (Johannesthal)[p 2]
- Karlinky (Karolinsfeld)[p 2]
- Liberec (I-V) (Reichenberg)[p 2]
- Nové Pavlovice (Neu Paulsdorf)[p 2]
- Nový Harcov (Neu Harzdorf)[p 2]
- Ostašov (Berzdorf)[p 2]
- Rudolfov (Rudolfsthal)[p 2]
- Růžodol I (Rosenthal I.)[p 2]
- Staré Pavlovice (Alt Paulsdorf)[p 2]
- Starý Harcov (Alt Harzdorf)[p 2]

## Římskokatolické sakrální stavby na území farnosti
| | Fotografie | Stavba                        | Místo                  | Bohoslužby                                                                   | Zeměpisné souřadnice            | Status                            | Číslo kulturní památky           |
| Kostely | Kostely    | Kostely                       | Kostely                | Kostely                                                                      | Kostely                         | Kostely                           | Kostely                          |
| --- | ---------- | ----------------------------- | ---------------------- | ---------------------------------------------------------------------------- | ------------------------------- | --------------------------------- | -------------------------------- |
| 1. |            | Kostel sv. Antonína Velikého  | Liberec                | bližší informace o bohoslužbách                                              | 50°46′11″ s. š., 15°3′24″ v. d. | arciděkanský kostel               | 32573/5-4138 (Pk•MIS•Sez•Obr•WD) |
| 2. |            | Kostel sv. Vojtěcha           | Ostašov, Křižanská ul. | bližší informace o bohoslužbách                                              | 50°45′53″ s. š., 15°0′35″ v. d. | filiální kostel                   | —                                |
| 3. |            | Kostel Nalezení svatého Kříže | Liberec, nám. Malé,    | bližší informace o bohoslužbách                                              | 50°46′16″ s. š., 15°3′10″ v. d. | hřbitovní, filiální kostel        | 22868/5-3579 (Pk•MIS•Sez•Obr•WD) |
| 4. |            | Kostel svaté Máří Magdalény   | Liberec                | bližší informace o bohoslužbách                                              | 50°46′4″ s. š., 15°2′53″ v. d.  | hřbitovní, klášterní kostel       | 41331/5-4154 (Pk•MIS•Sez•Obr•WD) |
| 5. |            | Kostel Božského srdce Páně    | Liberec                | bližší informace o bohoslužbách                                              | 50°46′8″ s. š., 15°4′0″ v. d.   | klášterní kostel                  | 43945/5-5229 (Pk•MIS•Sez•Obr•WD) |
| 6. |            | Kostel Navštívení Panny Marie | Starý Harcov           | bližší informace o bohoslužbách Archivováno 26. 11. 2020 na Wayback Machine. | 50°46′ s. š., 15°5′57″ v. d.    | obecní filiální kostel, hřbitovní | —                                |
| Kaple |            |                               |                        |                                                                              |                                 |                                   |                                  |
| 7. |            | Kaple Panny Marie „U obrázku“ | Liberec                | bližší informace o bohoslužbách                                              | 50°47′41″ s. š., 15°4′28″ v. d. | kaple                             | 22323/5-4171 (Pk•MIS•Sez•Obr•WD) |
| 8. |            | Kaple sv. Jana Nepomuckého    | Janův Důl              | bližší informace o bohoslužbách                                              | 50°45′16″ s. š., 15°1′45″ v. d. | kaple                             | —                                |
| 9. |            | Kaple Domova pro seniory      | Františkov             | bližší informace o bohoslužbách                                              | 50°45′33″ s. š., 15°2′3″ v. d.  | oratorium v domově pro seniory    | —                                |
| 10. |            | Kaple Panny Marie Pomocnice   | Liberec                | bližší informace o bohoslužbách                                              | 50°46′6″ s. š., 15°3′38″ v. d.  | obecní zámecká kaple              | 23863/5-4153 (Pk•MIS•Sez•Obr•WD) |
| Některé drobné sakrální stavby a pamětihodnosti lze dohledat zde v databázi Drobné sakrální památky Zaniklé sakrální stavby lze dohledat zde v databázi Poškozené a zničené kostely, kaple a synagogy v České republice |            |                               |                        |                                                                              |                                 |                                   |                                  |

Ve farnosti se mohou nacházet i další drobné sakrální stavby, místa římskokatolického kultu a pamětihodnosti, které neobsahuje tato tabulka.

## Farní obvod
Z důvodu efektivity duchovní správy byl vytvořen farní obvod (kolatura) sestávající z přidružených farností spravovaných excurrendo z Liberce. 
Přehled vikariátních kolatur je uveden v tabulce farních obvodů libereckého vikariátu.